# Cecilia Johnson
Cecilia Johnson es una política ghanesa, miembro del Consejo de Estado de Ghana desde 2009 y presidenta desde 2013.  Considerada en 2016 como una de las 100 mujeres más influyentes de Ghana en el puesto 16.
También ha sido Ministra del Gobierno Local y Desarrollo rural.
Está considerada próxima a la ex primera dama Nana Konadu fundadora de la organización Movimiento de Mujeres del 31 de diciembre, conocida también como Developing Women for Mobilization (DWM) en 1982, organización que surgió durante la revolución del 31 de diciembre y de la que Cecilia fue su Secretaria General.
Es una de los doce hijos e hijas de Joana Bennett.